# Греченко Василь Миколайович
Василь Миколайович Грече́нко (нар. 30 січня 1906, Кобеляки — пом. 14 вересня 1967, Харків) — український радянський художник театру; член Харківської організації Спілки художників України з 1947 року. Брат хорового диригента Костянтина Греченка.

## Біографія
Народився 17 [30] січня 1906 року у місті Кобеляках (тепер Полтавська область, Україна). Впродовж 1926—1930 років навчався у Харківському художньому інституті (викладачі Олександр Хвостенко-Хвостов, Микола Бурачек).
Протягом 1930—1932 років працював художником Першого державного театру для дітей у Харкові. З 1933 року — у Харківському українському драматичному театрі імені Тараса Шевченка, з 1944 року — головний художник. Оформлював також вистави у Харківському театрі російської драми імені Олександра Пушкіна, Запорізькому музично-драматичному театрі імені Миколи Щорса, Челябінському театрі опери та балету імені Михайла Глінки.
Помер в Харкові 14 вересня 1967 року. Похований у Харкові на Другому міському цвинтарі.

## Творчість
Оформив вистави:
Харківський академічний український драматичний театр імені Тараса Шевченка
- «Назар Стодоля» (1943), «Гайдамаки» (1961) за Тарасом Шевченком;
- «Дай серцю волю, заведе в неволю» Марка Кропивницького (1936);
- «Платон Кречет» (1936), «Приїздіть у Дзвінкове» (1946), «Калиновий гай» (1950), «Над Дніпром» (1961) Олександра Корнійчука;
- «Євгенія Гранде» за Оноре де Бальзаком (1940);
- «Талан» (1941), «Маруся Богуславка» (1962) Михайла Старицького;
- «Російські люди» Костянтина Симонова (1942);
- «Офіцер» Олексія Полторацького (1944);
- «Ярослав Мудрий» Івана Кочерги (1946);
- «Генерал Ватутін» (1947), «Навіки разом» (1950) Любомира Дмитерка;
- «Не називаючи прізвищ» Василя Минка (1953);
- «Повія» за Панасом Мирним (1954);
- «Третя патетична»  Миколи Погодіна (1958);
- «Камінний господар» Лесі Українки (1962);
- «Тарас Бульба» Івана Барабаша за Миколою Гоголем (1965);
- «Між зливами» Олександра Штейна (1966);

Харківський державний академічний російський драматичний театр імені Олександра Пушкіна
- «Раки» Сергія Михалкова (1953);
- «Серце не прощає» Анатолія Софронова (1955);
- «До нових зустрічей» Олександра Гладкова (1955);
- «Домовий» Едуарда Вільде (1955);
- «Філумена Мартурано» Едуардо де Філіппо (1958);

оперна студія Харківського університету мистецтв
- «Паяци» Руджеро Леонкавалло (1950–1952).

Створив ескізи до вистав:
- «Наталка Полтавка» Івана Котляревського (1942);
- «Марія» Олександра Корнійчука (1947);
- «Цар Едіп» Софокла (1967).

Брав участь в обласних, всеукраїнських, всесоюзних мистецьких виставках з 1947 року. Персональні пройшли у Харкові у 1970 та 1972 роках. 

## Відзнаки
- Сталінська премія ІІ ступеня (1948; за оформлення вистави Любомира Дмитерка «Генерал Ватутін»);
- орден «Знак Пошани» (24 листопада 1960);
- Заслужений діяч мистецтв УРСР з 1953 року.